# Château de Châteaugay
Le château de Châteaugay est situé dans le département du Puy-de-Dôme en région Auvergne-Rhône-Alpes, et domine le village de Châteaugay et les côtes de Clermont. Ce château est visitable.

## Historique
L'apparition d'informations sur une seigneurie à Châteaugay est tardive. Les premiers seigneurs, la famille de Vigosche, sont mentionnés autour de 1270. Il s'agit d'une entité secondaire, dépendant d'autres autorités sur le plan judiciaire, féodal et religieux. Le siège seigneurial serait plutôt une maison forte que d'un véritable château, bâtie en rebord du plateau au-dessus du village de Pompignat qui portera ensuite le nom de château de Vigosche.
En 1381, Pierre II de Giac, chancelier de Charles VII fait édifier sur l'emplacement du précédent château un bâtiment central avec des tourelles de guet aux deux angles qu'il baptise Château-Gay.  C'est le signe visible de la progressive autonomisation du domaine, ayant obtenu en 1379 les droits de haute justice, un marché est créé en 1384.
Soupçonnant sa femme Jeanne de Naillac d'être enceinte de Philippe le Bon, duc de Bourgogne, Pierre II de Giac enferma son épouse dans le donjon du château de Châteaugay et l'empoisonna avant de l'emmener au saut du Saillant, à Champgriaud, d’où elle fut précipitée.
Vers 1430, deux tours rondes, le Fort et la Perrière, sont ajoutées. Dans son Armorial du XVe siècle, Guillaume Revel dessine le château avec son donjon carré et crénelé, ses tours rondes et son enceinte.
En 1480 Louise de Giac, dernière de sa famille, épouse Jacques de Laqueuille (également écrit La Queuille). Dès lors cesse l'occupation permanente des seigneurs à Châteaugay, les Laqueuille préférant d'autres demeures familiales.
En mai 1789, le château est le siège des rencontres entre le Gilbert du Motier marquis de Lafayette et de Jean Claude Marie Victor marquis de La Queuille pour préparer les réformes des États Généraux et l'abolition des privilèges par les délégués des trois ordres réunis à Riom. 
Au début du XIXe siècle, les douves sont comblées, les enceintes sont abattues et il était même question, en 1828, d’abattre la forteresse pour servir de carrière de pierre à bâtir. Ce projet ne se réalisa pas.

## Protection
Le château est classé au titre des monuments historiques le 4 avril 1911.